# Cense

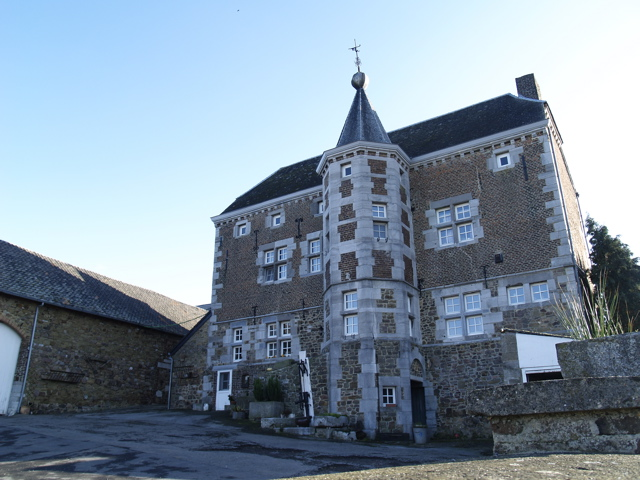
Cense di Solières

Cense, in provenzale sensa, è un sostantivo femminile francese derivante dal tardo latino censa, che inizialmente indicava una forma di mezzadria (il cosiddetto fermage), e in seguito la fattoria stessa.
È anche il nome che si dà ai terreni a mezzadria e alle fattorie, in certe parti della Francia e della Vallonia.